# Ropicosybra coomani
Ropicosybra coomani är en skalbaggsart som först beskrevs av Maurice Pic 1926.  Ropicosybra coomani ingår i släktet Ropicosybra och familjen långhorningar. Inga underarter finns listade i Catalogue of Life.